# Aleksandria (obwód rówieński)
Aleksandria (ukr. Олександрія) – wieś na Ukrainie w rejonie rówieńskim obwodu rówieńskiego nad Horyniem. Liczy 2397 mieszkańców.
Znajduje się tu przystanek kolejowy Aleksandria Rówieńska, położony na linii Równe – Baranowicze – Wilno.

## Historia
W 1847 r. mieszkało tu 728 Żydów, w 1897 – 2 154, w 1921 – 1293, natomiast w 1939 r. – 1 700. Mieli swoją synagogę, która uległa zniszczeniu w czasie II wojny światowej. Od 1917 działała szkoła hebrajska z sieci Tarbut założona przez Samuela Rosenhaka. Do 1942 roku Żydzi stanowili 2/3 mieszkańców; pozostali to przeważnie Ukraińcy i Polacy oraz Czesi.
W dniach 1–4 lipca 1941 r. miejscowi nacjonaliści ukraińscy dokonali pogromu. Zabito kilku Żydów, spalono synagogę, plądrowano żydowskie domy.
Podczas okupacji niemieckiej urządzono w Aleksandrii getto, w którym umieszczono 1 080 Żydów. W dniach 23–24 września 1942 r. SD z Równego przy pomocy ukraińskiej policji i niemieckiej żandarmerii w pobliskim lesie  Światy rozstrzelało blisko 1000 z nich.
Mieszkająca w Aleksandrii polska rodzina Żarczyńskich ukrywała Żydów. W 2014 roku Instytut Jad Waszem pośmiertnie uhonorował za to małżeństwo Jana i Anielę Żarczyńskich tytułami Sprawiedliwych wśród Narodów Świata. W 2020 roku tytuł ten przyznano Wiktorii Bruss, która niosła pomoc Irenie Sachar.
W sierpniu 1943 r. Polacy z Aleksandrii w obawie przed napadem UPA ewakuowali się wozami do Równego. Po drodze wpadli w zasadzkę we wsi Barmaki. Upowcy przy pomocy siekier, wideł i noży zmasakrowali około 50 osób; ich ciała zostały przywiezione przez ocalałych do Równego, gdzie Niemcy wystawili je na widok publiczny.